# Metro Blitz
Metro Blitz è un videogioco sparatutto a schermata fissa ambientato nel cielo di una città futuristica, sviluppato dalla compagnia canadese Cymbal Software Inc. e pubblicato nel 1983 per Commodore 64, Commodore VIC-20 e Atari 8-bit.
La versione Commodore 64 venne pubblicata dalla stessa Cymbal Software nella raccolta Arcade Games Book 2 insieme a Ski Devil e Neoclyps (con il quale condivide lo stile grafico), mentre come titolo autonomo venne pubblicato dalla compagnia britannica Personal Software Services.
Le più rare versioni per VIC-20 e Atari vennero pubblicate dalla Cymbal con il titolo Metro Dome all'interno della raccolta di 6 cassette Games 20; solo la versione VIC-20 sembra essere uscita anche come titolo autonomo, edita dalla compagnia australiana Gameworx con il titolo Metro Blitz o Metroblitz.

## Modalità di gioco
Il giocatore pilota una navetta spaziale e deve difendere una città futuristica, formata da strutture alte e colorate, dall'attacco di navicelle aliene. I nemici arrivano continuamente dai bordi dello schermo e molti compiono attacchi suicidi verso la città, distruggendone un pezzo ed esplodendo essi stessi se la raggiungono. La navetta del giocatore può volare su tutto lo schermo e una volta partita viaggia a velocità costante e non può mai fermarsi, ma soltanto cambiare direzione. Per eliminare i nemici può sparare veloci raggi in orizzontale, a destra o a sinistra. Si perde una navetta in caso di scontro con un nemico o con i bordi dello schermo, mentre la città può essere attraversata. La partita termina se si esauriscono le vite oppure se tutta la città viene distrutta. Nel passare da un livello al successivo i danni alla città non vengono riparati.
Nella versione Commodore 64 ci sono 24 livelli, corrispondenti ad altrettante ondate di alieni, ed è possibile selezionare qualsiasi livello di partenza a inizio partita. Esistono 6 diversi tipi di nemici che compaiono man mano che si avanza nei livelli. Per superare un livello bisogna far passare un certo tempo, rappresentato da una barra che si accorcia. Nel primo livello le navicelle scendono soltanto dall'alto, poi arrivano orizzontalmente dai lati, poi compiono anche traiettorie non rettilinee, e dal livello 13 alcune inseguono attivamente la navetta del giocatore. Si comincia la partita con 10 vite e se ne vince una per ogni livello superato. 